# Garde-rats

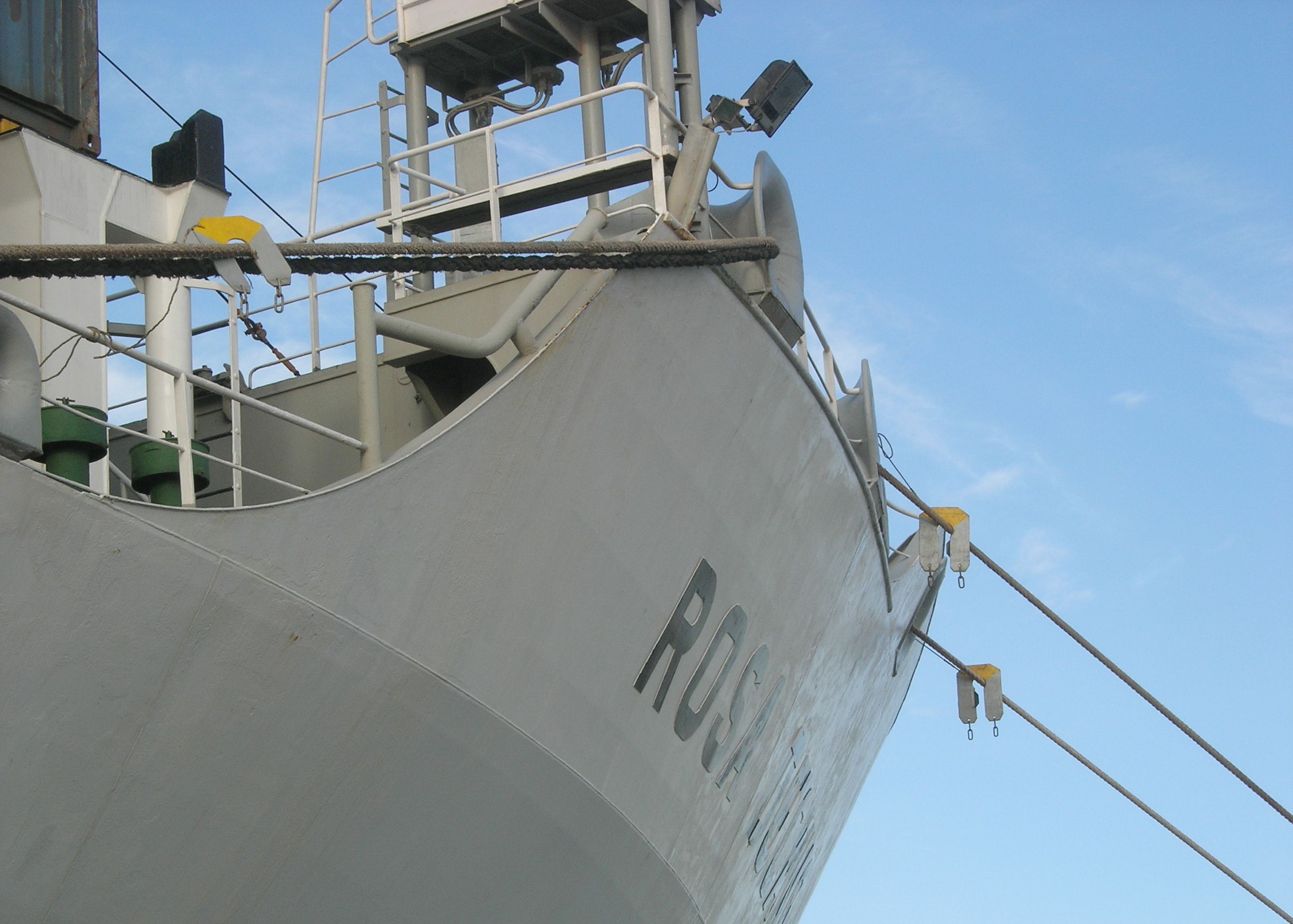
Des garde-rats visibles sur les amarres du ConRo Rosa Delmas.

Un garde-rats est un disque de tôle ou de bois enfilé sur les amarres d'un navire une fois que celui-ci est amarré, servant à empêcher les rats et autres rongeurs de s'infiltrer à bord ou de descendre à terre car ils représentent en effet un problème sanitaire.

## Description et utilisation
Lors de l'amarrage, les aussières sont d'abord capelées (fixées) sur les bollards à terre, puis, une fois que le navire est correctement placé et que les amarres sont tournées sur les bittes d'amarrage à bord, les garde-rats sont positionnés, en les faisant descendre sur l'amarre à un bout.
Il existe différentes formes de garde-rats : les plus simples sont circulaires, d'autres sont plus élaborés et de forme conique, d'autres encore sont quasi rectangulaires avec une encoche pour le glisser sur l'amarre ; ces derniers sont aussi moins efficaces. Quand le garde-rats est conique, il peut être placé avec la partie concave vers le quai afin d'empêcher les rats de monter à bord, ou vers le navire afin de les empêcher de descendre, par exemple en cas de quarantaine.
Une technique pour empêcher des rongeurs de grimper par la coupée est de peindre en blanc le bout de celle-ci ainsi que la partie du quai où elle repose[réf. nécessaire].
Les garde-rats ont parfois été listés dans des plans de sûreté créés dans le cadre du code ISPS.
La plupart des grands ports exigent l'usage de garde-rats pour les navires de passage. Les sociétés de classification donnent également des recommandations quant à la taille et aux matériaux utilisables. Par exemple, dans le cas des navires de la marine américaine, le matériau est imposé (acier galvanisé ou aluminium), de même que les dimensions, la forme, le marquage au numéro du navire, etc.

## Iconographie

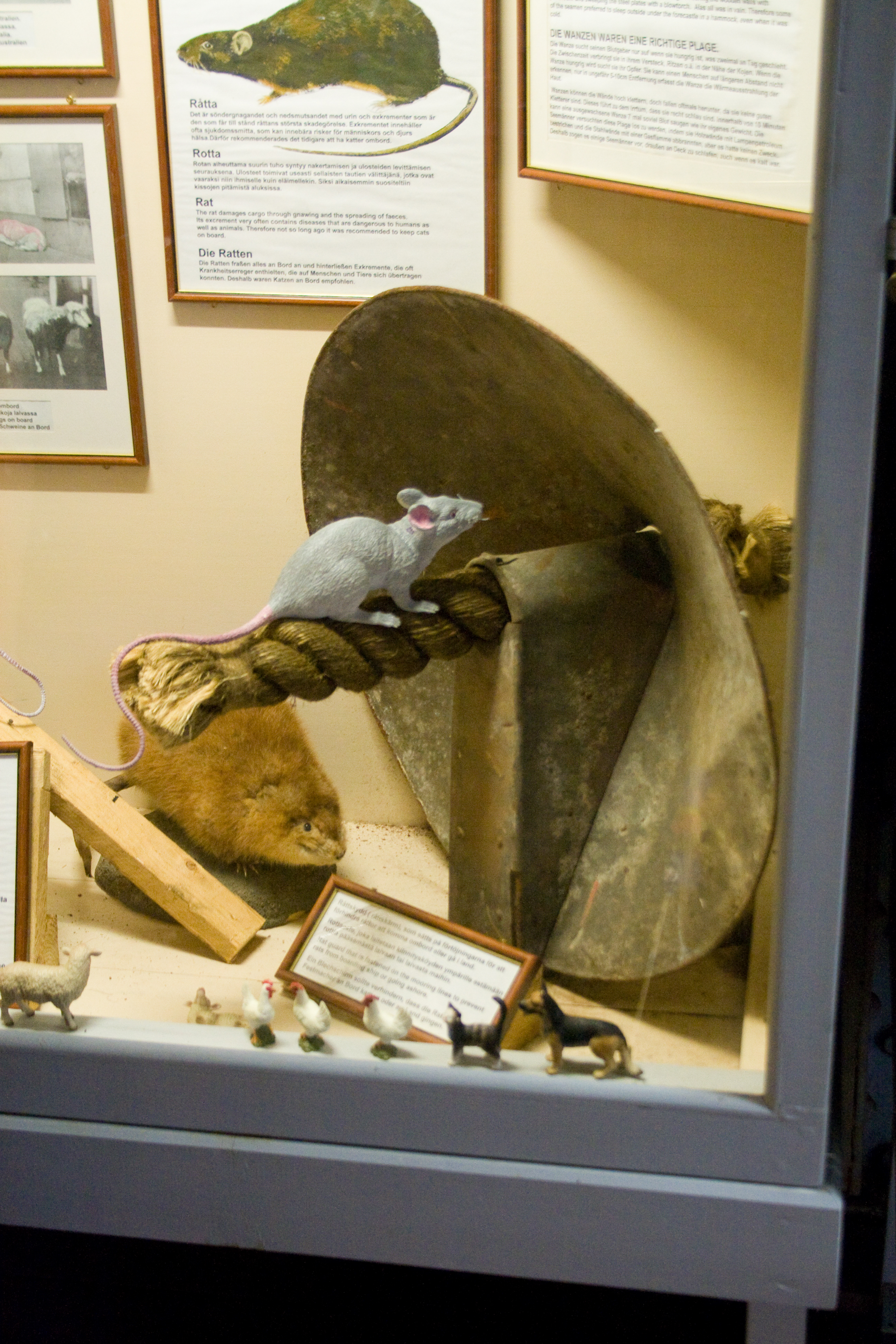
Garde-rats au musée maritime de Mariehamn.
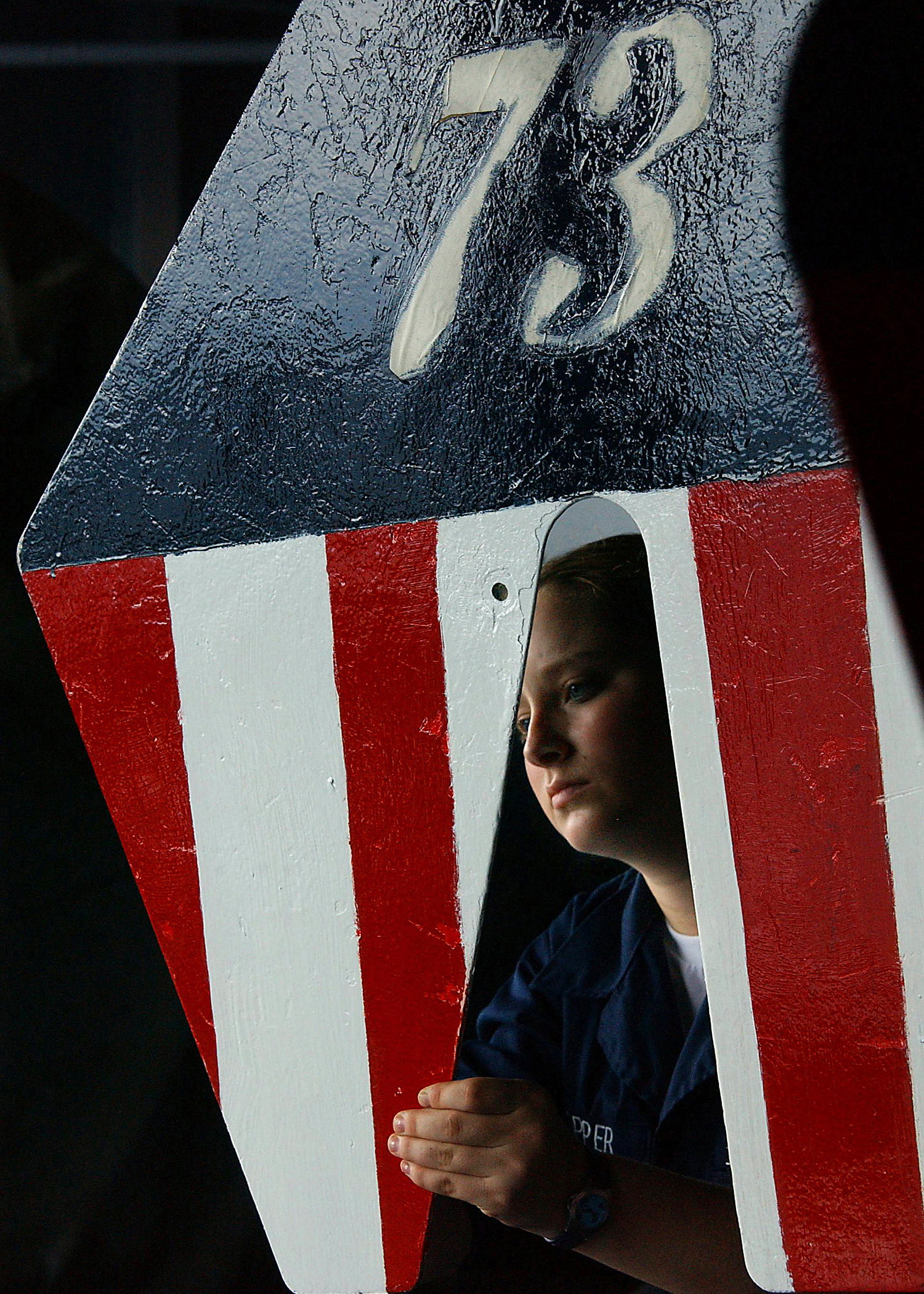
Un garde-rats en train d'être peint sur le USS George Washington.